# 黃曉暉
黃曉暉（英語：Goro Wong），香港著名音樂人，組合Zarahn的成員。

## 簡歷
Goro很早便隨家人移民到紐西蘭，並在當地成長。直至1994年，Goro在學校裡認識了周國賢，並和其他朋友組成了樂隊Zarahn。2002年，周國賢回流香港，加入樂壇，Goro亦於2003年回流香港協助他製作專輯，自此於香港樂壇發展。

## 音樂作品

### 創作給他人的作品

#### 2004年
|                                                              |                                     |
| - 周國賢 - 好世代!!!（曲、詞） - 周國賢 - 委屈（曲、詞、編） | - 高潮樂隊 - 大朋克夜總會（曲、編） |

#### 2005年
|                             |                           |
| - 薛凱琪 - 拒絕畢彼特（編） | - 周國賢 - 半醉人間（編） |

#### 2006年
| |                                                                               |
| - Zarahn - 迷戀（詞） - Zarahn - 重新啟動（曲） - Zarahn - BB Rock（曲、詞） - Zarahn - 七宗罪（曲、詞） | - 高潮樂隊 - 空中小姐（曲） - 張繼聰 - 將…繼…衝（編） - 關智斌 - 助聽器（編） |

#### 2007年
| | |
| - 張繼聰 - Single Bell（編） - 張繼聰 - 下世紀的地圖（編） - 張繼聰 - 我們不孤單（編） - 張繼聰 - 寧願晏啲瞓（編） - 鄧穎芝 - Summer Never Ends（編） - 朱凌凌 - Don't Touch My Woman（監） | - 李逸朗 - 透明人（編） - 李逸朗 - 日光（編） - 李逸朗 - 水（編） - Zarahn - 如果感覺有顏色（曲） - Zarahn - Roadtrip（曲） |

#### 2008年
| | |
| - 薛凱琪 - It's My Day（曲） - 薛凱琪 - Choice X（編） - 盧巧音 - 特別頻道（曲、編、監） - 范萱蔚 - 我買自己（曲、編） - 吳浩康 - 潛移默化（編） - 凌穎萱 - 我是貓（曲） | - 王若琪 - 懶（曲、編） - 王若琪 - 月全蝕（編） - 王若琪 - 左手（編） - 張繼聰 - Gimme A Break（編） - 張繼聰 - 俾錢先（編） - 張繼聰 - 一手舞曲（編） |

#### 2009年
|                                                                         |                                                     |
| - 張繼聰 - 永和號（編） - 張繼聰 - 這一秒（編） - 張繼聰 - 超新星（編） | - 孫耀威 - 西太后（編） - 古巨基 - 萬般帶不走（編） |

#### 2010年
| | |
| - 連詩雅 - 愛太好看（曲、編） - 周麗淇 - 綿羊（編） - 吳若希 - 我的大日子（編） - 張繼聰 - 小念頭（編） - 張繼聰 - 水（編、監） - 洪杰 - 今天總有點不妥（曲、編） | - 周國賢 - 人在做（監） - 周國賢 - 英雄勇（監） - 周國賢 - 絕望的謊容（監） - 周國賢 - 最終幕（監） - 周國賢 - 公仔箱（監） - 周國賢 - 有時（監） |

#### 2011年
| | |
| - 何韻詩 - 內外（編） - 梁佑嘉 - To My Best Friend（編） - 梁佑嘉 - Abella 前奏曲（編） - 梁佑嘉 - 快（編） - 梁佑嘉 - 阿貝拉的秘密（編） - 梁佑嘉 - Abella 結尾曲（編） - 梁佑嘉 Feat. 張繼聰 - 完美先生 （remix）（編） - 王若琪 - 魂內傷（編） - EKEE - Go Go Rocket（曲、編、監） - EKEE - Lolli（監） | - 周國賢 - 相好（編、監） - 周國賢 - 初戀殘酷物語（監） - 周國賢 - 天馬行空（監） - 周國賢 - 森林大火了（監） - 周國賢 - 重逢（監） - 周國賢 - 覺醒字幕組（監） - 周國賢 - 陽光燦爛的日子（監） - 周國賢 - 大躍進（監） - 陳奕迅 - 哎呀咿呀（編、監） - 陳奕迅 - 張氏情歌（監） |

#### 2012年
| | |
| - 周國賢 - 小國英雄（編、監） - 周國賢 - 我是個地球人（編） - 周國賢 - 灰人（監） - 周國賢 - Go With The Flow（監） - 周國賢 - 從前你已共我相好（監） - 周國賢 - 回去哪要時光機器（監） - 周國賢 - 退化論（監） - 周國賢 - 雪國（監） - 周國賢 - 星塵（監） - 周國賢 - 時空（監） - 龍小菌 - 救援（編、監） - 龍小菌 - 毒酒（編、監） | - 何韻詩 - 內外（國）（編） - 葉慧婷 - 少女新姿（曲） - 張繼聰 - 生命之花（編、監） - 張繼聰 - 雙彩虹（編、監） - 張繼聰 - We Are The One（編、監） - 張繼聰 - 超級隊長（監） - 張繼聰 - 夫妻檔（監） - 張繼聰、王菀之 - 生命之花（編、監） - 王若琪 - 同墮鳥（編） - 王若琪 - 夢陀螺（編、監） - 王若琪 - 空床期（編） - 王若琪 - 不孤單（編） |

#### 2013年
| |                                                                |
| - 張繼聰 - 火星文（編、監） - 張繼聰 - 大話西遊（編、監） - 張繼聰 - 離人淚（編、監） - 張繼聰 - 把自己掌握（監） - 張繼聰 - 雙生焰（監） - 張繼聰 Feat. A2A - 冒汗（編、監） | - EKEE - Badass（編、監） - 朱艷強 - Old School Love（編、監） |

#### 2014年
|                                                         |                              |
| - 謝安琪 - 勢不兩立（編、監） - 張繼聰 - 如初（編、監） | - EKEE - New Youth（編、監） |

#### 2015年
| | |
| - 周國賢 - Children Song（編、監） - 周國賢 - 年輕人們（監） - 周國賢 - 過度活躍（監） - 周國賢 - 失散時光（監） - 周國賢 - 我們都不是無辜的（監） | - 張子 - 天國與地獄（編、監） - 張子 - 輪迴（編、監） - 張繼聰 - 細路祥（曲、編、監） - 張繼聰 - 月無聲（編） - 鄭欣宜 Feat. Supper Moment - 分手是常識吧（編、監） |

#### 2016年
| | |
| - BINGO - 好好愛（曲、編、監） - BINGO - Hurt Me Boy（曲、編、監） - 周國賢 - 大人的科學（監） - 周國賢 - 消化不良（監） - 周國賢 - 今生不回家（監） - 草蜢 - 行者（編） | - Mr. Rocket Head - 若世界沒你在旁（監） - Mr. Rocket Head - 童話（監） - Mr. Rocket Head - 沒完沒了（監） - Mr. Rocket Head - 附近的人（監） - 謝安琪 - 諸神混亂（曲、編、監） - 張子 - 推銷員之死（編、監） |

#### 2017年
| |                                                                                                |
| - JUDE - Sick Of You（編） - 許廷鏗 - 大雄胖虎綜合症（編、監） - 李克勤 - 龍鬚糖（編） - 享樂團 - 再見舊城（監） | - 周國賢 - 當下的力量（編、監） - 周國賢 - 在天之靈（編、監） - 許靖韻 - Shut Up（曲、編、監） |

#### 2018年
| | |
| - 享樂團 - 一念天堂（監） - 鄭欣宜 - 關於寂寞（編、監） - 蔡一傑 - 夜半超人（編） - Shine - 老花前必做十件事（編、監） - Shine - 不怕（編） | - 譚杏藍 - 痴癡黐（編、監） - 譚杏藍 - 不得了小姐（編、監） - 周國賢 - 錢七（曲、編、監） - 周國賢 - 守口如瓶（編、監） - 鄧思朗 - 苦情俠（曲、編、監） |

#### 2019年
|                                                                                         |                                                             |
| - 艾粒 - 扮晒巨星（編、監） - 林海峰 - 努力奮鬥加油（編、監） - 糖兄妹 - 只此一家（編） | - 容祖兒 - 勇氣情歌（編、監） - 吳浩康 - 天下烏鴉（編、監） |

#### 2020年
| | |
| - 陳慧敏 - 莫名哀傷（編、監） - 許靖韻、李靖筠 - 飲歌（編、監） - 周國賢、ToNick - 時間的初衷（編、監） - 雨果 - 談未來（編、監） | - 徐天佑 - 機械輪迴（編、監） - 張繼聰 - David Harleyson（編、監） - Robynn & Kendy - 紅白（曲、編、監） - 譚杏藍 - 陀螺（編、監） |

#### 2021年
| | |
| - Yusobeit Feat. 張晉雅 - 你講你愛我（監） - 王若琪 - 非男非女（編、監） - 吳林峰、XTIE - 大樂（編、監） - 鄭欣宜 - 罰你（曲、編、監） - 鄭欣宜、Serrini - 先哭為敬 - 尾班車 Version （監） - 周國賢 - 塵世美（監） - 享樂團 - 流非飛（監） - 藍奕邦 - 生（監） - 黃瑋中 - 失戀太少（監） | - 譚杏藍 - 月球上的人（編、監） - 譚杏藍 - 悲傷的一千種練習（編、監） - Serrini - I'm Fine, Thx.（曲、編、監） - Serrini - 樹（編、監） - 許無、涼日橙 - 不如茶餐廳（編、監） - JUDE - 傻瓜機（曲、編、監） - 林二汶 - 自白的勇氣（編） - 徐天佑 - 匆匆（編、監） - Canband - 3:13（監） |

#### 2022年
| | |
| - 周國賢 - 創傷論（監） - 周國賢 - 創傷論 Alt Version（監） - 周國賢 - 三暗刻（編、監） - 周國賢 - 赤城千葉（監） - 周國賢 - 離魂記（監） - 周國賢 - 鬼怒川（監） - 周國賢、張國穎、翁清茹 - 宮崎駿的藍與錄（編、監） | - 張國穎、翁清茹 - 第二時間（編、監） - 岑寧兒 - 無常家（編） - 張繼聰 - 一個人的武林（編、監） - Zarahn - Hots For You（曲） - Zarahn - 精神流亡（曲） - 郭嘉駿 - 越州公路 193（編、監） - 柳應廷 - Jonathan's Soliloquy（編） |

#### 2023年
| | |
| - Lolly Talk - 七姊妹星團（監） - Lolly Talk - 四方帽之約（編、監） - Lolly Talk - 二人限定故事（編、監） - WHIZZ - 至關重要事情（監） - 神奇膠 - 張開眼...發現（監） - 神奇膠 - 不能碰的傷痕（監） - 吳業坤 - 仍然是愛（編、監） - 鍾楚翹 - 人之初（編、監） - 雲浩影 - 自發性神經反應 （曲、編、監） | - 許廷鏗 - 微時（編、監） - 周國賢 - Fall（編、監） - 周國賢 Feat. 傅珮嘉 - 恐慌症 與 疑病之病（監） - 傅珮嘉 Feat. 周國賢 - 幸福強迫症（曲、編、監） - 傅珮嘉、周國賢 - 快快樂樂病下去（監） - Zarahn - 如果顏色有感覺（曲） - 鄧思朗 - 小孩子才做選擇（編） - 張繼聰 - 婚姻不敗（編、監） - 藍奕邦 - 命（編、監） |

#### 2024年
| | |
| - COLLAR - Chosen Family（曲、編、監） - Daze in White - 選取快樂（監） - Lokyi@EOS - Never Walk Alone（編、監） - Lolly Talk - 六度相隔理論（編、監） - Lolly Talk]] - 九千九百九十九個我（監） - Lolly Talk - 數到十（編、監） - Lolly Talk - 靈魂奇異點（監） - Lolly Talk - 四方帽之約（國）（編、監） - Lolly Talk、周國賢 - 七姊妹星團（SUPERNOVA Ver.）（監） - Serrini - 月色魔美（編、監） - 吳業坤 - 神聖幾何（編、監） - 吳業坤 - 幼馴染（編、監） - 吳業坤 - 心拍（編、監） | - 吳業坤 - 遠花火（監） - 鄭秀文 - 盲盒（編） - 鄭秀文 - 天下看娃娃（編、監） - 周國賢 - 通往地獄的路都由善意鋪成的（監） - 周國賢 - 天涯（監） - 周國賢 - 不以人的意志為轉移（監） - 周國賢 - 橫濱瑪麗（監） - 周國賢 - 男兒有淚（監） - 周國賢 - 扶桑花（監） - 周國賢、周家怡 - 模稜兩可（編、監） - 周吉佩 - 第三人生（編、監） - 麗英 - 傷心的進步空間（監） |

#### 2025年
| | |
| - Andy is Typing... - 做自己（監） - Amy Lo - Red Flag (another ver.)（編、監） - Daze in White - 再會 總有（編、監） - Daze in White - 非共識答案（監） - 何雁詩 - 欲哭無淚（編、監） | - 周吉佩 - GUTS（編、監） - 晚安莉莉 - 當昨日凝視着我（監） - 晚安莉莉 - 如果花火可不消散（監） - 張繼聰 Feat. 藍調人 - Trash Talk（編、監） - 藍奕邦 - 努力地生活（編、監） |

## 外部連結
- Goro Wong的Instagram帳戶